# Portogruaro Calcio
 Portogruaro Calcio je italijanski nogometni klub s sedežem v mestu Portogruaro v italijanski deželi  Veneto.

## Klubske lovorike
- 2 Promozione 1945/1946, 1992/1993
- 2 Eccellenza 1995/1996, 1997/1998
- 1 Serie D 2003/2004
- 1 Serie C 2009-2010